# El Complejo
El Complejo es una localidad del municipio de Huimanguillo ubicado en la subregión de la Chontalpa del estado mexicano de Tabasco.

## Geografía
La localidad de El Complejo se sitúa en las coordenadas geográficas 17°48′12″N 93°29′34″O / 17.803333, -93.492778, a una elevación de 32 metros sobre el nivel del mar.

## Demografía
Según el Conteo de Población y Vivienda 2020, efectuado por el Instituto Nacional de Estadística y Geografía, la localidad de El Complejo tiene 316 habitantes, de los cuales 144 son del sexo masculino y 172 del sexo femenino. Su tasa de fecundidad es de 2.65 hijos por mujer y tiene 91 viviendas particulares habitadas.
| Gráfica de evolución demográfica de El Complejo entre 1990 y 2020 |
|                                                                   |
| INEGI.                                                            |